# Saint-Ignace-du-Lac
Pour les articles homonymes, voir Saint-Ignace.
Saint-Ignace-du-Lac,, est un ancien village près de Saint-Michel-des-Saints dans Lanaudière, au Québec (Canada). Il est inondé au début des années 1930 à la suite de la construction du réservoir Taureau. Il ne subsiste qu'un hameau du même nom situé en bordure de la baie Ignace.

## Histoire
À la suite de la fondation des paroisses de Saint-Michel-des-Saints et Saint-Zénon, des colons s'installent dans la région des lacs Ignace et Barré. Le premier colon, Alexandre Bellerose, s'installe dans les environs de Saint-Ignace-du-Lac en 1877 avec sa famille. D'autres colons suivent : Félix Fréchette, Camille Mondor, Israël Charrette,, Francis Morin et Pierre Dugas. La paroisse canonique de Saint-Ignace-du-Lac est fondée en 1904 par l'abbé Jean-Baptiste Morin. Elle est comprise dans la municipalité de cantons-unis de Masson-et-Laviolette, incorporée en 1914.
Dès la fin des années 1920, la construction du barrage Taureau (Toro à l'époque),, mène à des expropriations et à l'exil de la population au début des années 1930. Le village est alors inondé lorsque la construction du barrage est terminée.
En 1979 la municipalité de Masson-et-Laviolette est officiellement fusionnée à celle de Saint-Michel-des-Saints.

## Toponymie
Le nom de Saint-Ignace-du-Lac rappelle saint Ignace de Loyola, fondateur et premier Supérieur général de la Compagnie de Jésus, ou Jésuites. 

## Maires
1. Félix Fréchette (1914-1919)
2. Noé Forest (1919-1923)
3. Adélard Charette (1923-1927)
4. Pierre Dugas (1927-1929)
5. William Benoit (1929-1930)